# Girlfriends (film, 2009)
Pour les articles homonymes, voir Girlfriends.
Girlfriends (en hangeul : 걸프렌즈 ; RR : Gyeolpeurenjeu) est une comédie romantique sud-coréenne réalisée par Kang Suk-bum et sortie le 17 décembre 2009. Les rôles principaux sont joués par Kang Hye-jeong, Han Chae-young, Huh E-jae et Bae Soo-bin,.
Il s'agit d'une adaptation du roman chick lit du même titre de Lee Hon, récompensé par un 31e Writer of Today Award,.

## Synopsis
Son-yi (Kang Hye-jeong), une femme de 29 ans, commence à sortir avec son collègue, Jin-ho (Bae Soo-bin), qui est plutôt élégant. Le soupçonnant de la tromper, Son-yi part à la recherche de l'« autre copine » de Jin-ho. Elle comprend alors qu'il ne fréquente pas une, mais deux autres femmes : Jin (Han Chae-young), le premier amour de Jin-ho, une organisatrice de fêtes sexy et accomplie, et Bo-ra (Huh E-jae), une jeune étudiante téméraire. Même si Son-yi veut garder Jin-ho pour elle seule, elle se rapproche des deux autres copines avec qui elle partage ses avis sur les hommes. Se noue alors une amitié entre les trois femmes, qui mène à une affaire d'amour où tout le monde se connaît.

## Distribution
| - Kang Hye-jeong : Song-yi, - Han Chae-young : Jin - Huh E-jae : Bo-ra - Bae Soo-bin : Jin-ho - Jo Eun-ji : Hyun-joo - Kim Hye-ok : mère - Hong Gyo-jin : député Park - Jung In-hwa : dirigeant d'équipe Jung - Kim Joon-young : le vrai docteur - Shin Dae-seung : l'homme à l'intersection - Hwang Hyun-seo : la femme à l'intersection - Kim Bo-min : le professeur de yoga - Kim Yong-woon : homme d'action 1 - Han Dae-ryong : homme d'action 2 | - Kwak Jin-seok : homme d'action 3 - Choi Gyo-sik : propriétaire de l'épicerie - 2NE1 : invitées de la soirée (caméo) - Oh Dal-su : docteur vocal (caméo) - Choi Song-hyun : Soo-kyung (caméo) - Lee Ho-seong : père (caméo) - Kim Kwang-kyu : le directeur du ministère (caméo) - Ji Dae-han : chauffeur de taxi (caméo) - Gong Jung-hwan : Mikael (caméo) - Hwang Hyeon-hee : Jae-hoon (caméo) - Son Jeong-min : maîtresse (caméro) - Park Sung-woong : le mari de Jin (caméo) - Son Ho-young : Yoo Myeong-nam, un invité de la soirée (caméo) |